# 骨髄抑制
骨髄抑制（こつずいよくせい、英: Bone marrow suppression, myelosuppression）は、骨髄毒性（myelotoxicity）または血液毒性とも呼ばれ、免疫を担う細胞（白血球）、酸素を運搬する細胞（赤血球）、正常な血液凝固を担う細胞（血小板）の産生が減少する事を指す。骨髄抑制は、癌化学療法やアザチオプリン等の免疫系に影響を与える薬剤の重大な副作用である。白血病の細胞毒性化学療法では高頻度で発生する。
非ステロイド性抗炎症薬(NSAID)も、稀に骨髄抑制の原因となる事がある。血球数の減少は、化学療法の開始直後には起こらない。これは、薬剤が既に血流中に存在する細胞を破壊する事はなく（細胞分裂が少ないので）、代わりに、骨髄で作られている新しい血球に影響を与える。骨髄抑制が強い場合は、骨髄除去（Myeloablation）と呼ばれる。
一般的な抗生物質を含む他の多くの薬剤が骨髄抑制を引き起こす可能性がある。化学療法とは異なり、幹細胞が直接破壊される訳ではないが、その結果は同様に深刻なものとなる可能性がある。治療法は、化学療法による骨髄抑制と同様に、別の薬剤への変更や、治療の一時中断である。
血液細胞は骨髄で作られている為、骨髄の活動が抑制されると血液細胞が不足する。この状態になると、侵入してきた細菌やウイルスに反応して白血球を作る事が出来なくなり、命に関わる感染症を引き起こしたり、赤血球の不足による貧血や、血小板の不足による大出血を引き起こす。
パルボウイルスB19は、骨髄中の赤血球前駆体に細胞性に感染する事で赤血球形成を阻害し、軽症から重篤まで様々な疾患と関連している。免疫不全の患者では、B19感染が数か月間持続し、慢性的な骨髄抑制によるB19ウイルス血症を伴う慢性貧血になる事がある。

## 分類
薬剤性の骨髄抑制は概ね下記のように分類される。
- 赤血球減少（貧血）
- 白血球減少（顆粒球減少、好中球減少）
- 血小板減少（凝固異常）
- 汎血球減少（二血球減少）
- 骨髄異常増殖
- 白血病

## 治療
関節リウマチやクローン病の治療の場合、アザチオプリンによる骨髄抑制は、ミコフェノール酸モフェチル（臓器移植用）や他の疾患修飾薬など、他の薬剤に変更する事で治療する事が出来る。

### 化学療法に伴う骨髄抑制
抗がん剤による骨髄抑制は、治療が非常に難しく、入院して厳格な感染管理を行い、感染の兆候があれば積極的に抗生物質の静脈内注射を使用する必要がある。
G-CSFは臨床的に使用されているが（「好中球減少症」の項参照）、マウスを用いた実験では、骨量の減少につながる可能性が示唆されている。
GM-CSFは、化学療法による骨髄抑制/好中球減少症の治療薬としてG-CSFとよく比較される。
血小板数の減少に際しては、濃厚血小板輸血が実施される。
CDK4/6阻害剤であるトリラシクリブは、小細胞肺癌の化学療法の前に投与すると、骨髄抑制と支持療法の介入の必要性を減少させる事が、3つの臨床試験において示されている。

## 研究
新規化学療法剤の開発においては、疾患に対する薬剤の有効性と、その薬剤が引き起こすであろう骨髄毒性の重篤性とのバランスがしばしば考慮される。適切な半固形培地で培養した正常ヒト骨髄を用いたin vitroのコロニー形成細胞（CFC）アッセイは、ある化合物がヒトに投与された場合に引き起こすであろう臨床的骨髄毒性の強さを予測するのに有用であることが示されている。これらのin-vitro 試験は、投与された化合物が、血液中の様々な成熟細胞を作り出す骨髄前駆細胞に及ぼす影響を明らかにするものであり、単一の薬剤の効果や他の薬剤と組み合わせて投与された薬剤の効果を調べるために用いる事が出来る。